# Chaussure de marche
 (juillet 2018).
Si vous disposez d'ouvrages ou d'articles de référence ou si vous connaissez des sites web de qualité traitant du thème abordé ici, merci de compléter l'article en donnant les références utiles à sa vérifiabilité et en les liant à la section « Notes et références ».

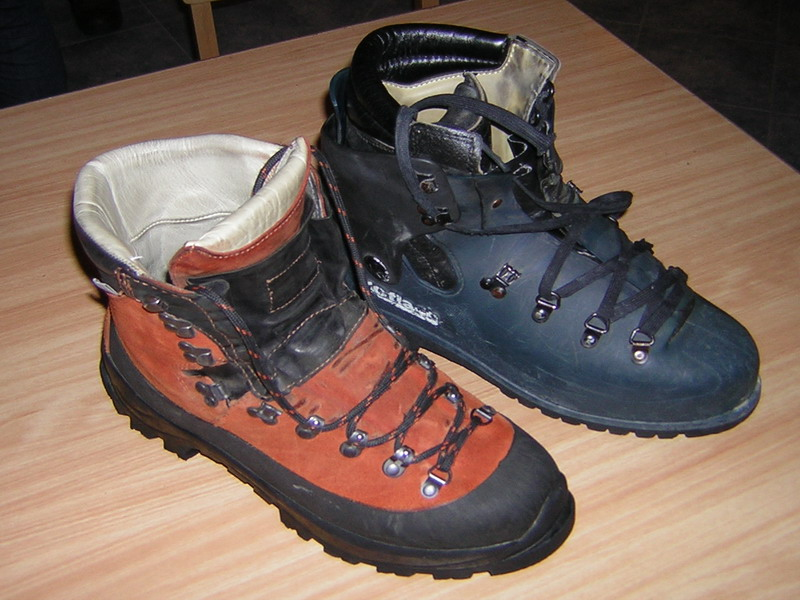
Deux modèles de chaussure de marche, en cuir ou à coque plastique.

Une chaussure de marche est une chaussure spécialement conçue pour la marche à pied ou la randonnée pédestre. Elle assure de meilleures adhérence et accroche sur le sol qu'une chaussure de sport. Elle maintient la cheville, permettant ainsi de réduire les risques de fracture ou d'entorse, évènements, qui, dans des lieux isolés comme la montagne, peuvent avoir de lourdes conséquences pour la santé, éventuellement la survie, compte tenu du temps nécessaire et de la difficulté rencontrée par les secours en montagne pour parvenir jusqu'au lieu de l'accident.
Il existe schématiquement trois types de chaussures de marche à pied, à tige haute, à tige moyenne (modèles « mid ») et à tige basse (modèles « low »). Si les conditions météo sont   sèches et la randonnée pédestre peu difficile, le marcheur privilégiera une chaussure à tige basse. En revanche, si la randonnée s'effectue sur des terrains instables (sentiers caillouteux, éboulis), il  s'équipera de chaussures à tige moyenne. Pour la marche en altitude, sur névés voire glaciers et plus généralement en milieu humide, le randonneur choisira plutôt des chaussures à tige haute, généralement cramponnables grâce aux semelles Vibram.
Des déclinaisons de la chaussure à tige basse sont adaptées à certaines pratiques sportives : chaussures de marche en milieu naturel (promenades en forêt, etc.), de marche nordique, de trail, d'approche, etc.